# Markus Lehmann
Pour les articles homonymes, voir Lehmann.
Markus Lehmann, est un ancien homme politique suisse, né le 27 mai 1955 à Bâle et originaire de Bâle et Trimbach (canton de Soleure). Membre du Parti démocrate-chrétien (PDC), il représente le canton de Bâle-Ville au Conseil national de 2011 à 2015.

## Parcours
Lehmann siège au Grand Conseil du canton de Bâle-Ville de 1996 à 2005, puis il entre à nouveau au Parlement cantonal de Bâle-Ville en février 2009. Il est président du Grand Conseil du canton de Bâle-Ville de février 2011 à janvier 2012. De mars 2001 à 2013, il préside le Parti démocrate-chrétien (PDC) de Bâle-Ville. Aux élections fédérales de 2011, il est élu au Conseil national ; il obtient un siège à la Commission des transports et des télécommunications (CTT). Il n'est pas réélu en 2015. Il se retire alors de la vie politique.
Employé dans le domaine des assurances et courtier en bourse, Lehmann est marié et père de deux enfants.

## Sources
- (de) Cet article est partiellement ou en totalité issu de l’article de Wikipédia en allemand intitulé « Markus Lehmann (Politiker) » (voir la liste des auteurs).
- « Biographie de Markus Lehmann », sur le site de l'Assemblée fédérale suisse.
- (de) « Die «Erfolge» von Markus Lehmann unter der Lupe », TagesWoche,‎ 29 septembre 2015 (lire en ligne)